# Oskar Louw Larsen
Oskar Louw Larsen (født 27. december 2007 i Roskilde) er en cykelrytter fra Danmark, der kører for Fejl i Modul:Cykelhold: Wikidata-entitet ikke angivet.. Han er lillebror til Anton Louw Larsen.

## Karriere
Han fik sin cykelopvækst hos Roskilde Cykle Ring, hvor han kørte indtil 2023. Her skiftede han fra starten af 2024 til klubbens juniorelitehold Team Uno-X - Carl Ras Roskilde Junior. I maj 2025 kom den hidtil største sejr, da han som en del af det danske landshold vandt det schweiziske Nations Cup-etapeløb Tour du Pays de Vaud.